# Galway (New York)
Galway è un comune degli Stati Uniti d'America, situato nello stato di New York, nella contea di Saratoga.